# Barbourula
Barbourula é um género de anfíbio anuro da família Bombinatoridae, sapos-de-barriga-de-fogo. Podem ser encontrados nas Filipinas e no Bornéu.

## Espécies
- Barbourula busuangensis (Taylor & Noble, 1924)
- Barbourula kalimantanensis (Iskandar, 1978)